# Kanton Caen-2
Caen-2 is een kanton van het Franse departement Calvados. Het kanton maakt deel uit van het arrondissement Caen.

## Gemeenten
Het kanton Caen-2 omvatte tot 2014 de volgende gemeenten:
- Authie
- Caen (noordelijk deel)  (hoofdplaats)
- Carpiquet
- Saint-Contest
- Saint-Germain-la-Blanche-Herbe

Door de herindeling van de kantons door het decreet van 17 februari 2014, met uitwerking op 22 maart 2015, werd:
- het deel van de gemeente Caen iets kleiner
- de gemeente Villons-les-Buissons aan het kanton toegevoegd